# Sinotrechiama
Sinotrechiama is een geslacht van kevers uit de familie van de loopkevers (Carabidae). De wetenschappelijke naam van het geslacht is voor het eerst geldig gepubliceerd in 2000 door Ueno.

## Soorten
Het geslacht Sinotrechiama omvat de volgende soorten:
- Sinotrechiama duboisi Deuve, 2004
- Sinotrechiama imitator Belousov & Kabak, 2003
- Sinotrechiama parvus Ueno, 2006
- Sinotrechiama pilifer Belousov & Kabak, 2003
- Sinotrechiama tronqueti (Deuve, 1995)